# Best Friends
Best Friends (Brasil: Amigos Muito Íntimos / Portugal: Loucuras de Um Casal) é um filme norte-americano de 1982, do gênero comédia dramática, dirigido por Norman Jewison e estrelado por Burt Reynolds e Goldie Hawn.

## Sinopse
Richard e Paula trabalham juntos como roteiristas, além de serem também amantes. Um dia, decidem legalizar sua situação, mas, após o "SIM", o relacionamento descamba morro abaixo.

## Principais premiações
| Patrocinador                                            | Prêmio       | Categoria                                       | Situação |
| ------------------------------------------------------- | ------------ | ----------------------------------------------- | -------- |
| Academia de Artes e Ciências Cinematográficas           | Oscar        | Melhor Canção Original                          | Indicado |
| Associação de Correspondentes Estrangeiros de Hollywood | Golden Globe | Melhor Atriz - Comédia ou Musical (Goldie Hawn) | Indicado |

## Elenco
| Ator/Atriz     | Personagem       |
| -------------- | ---------------- |
| Burt Reynolds  | Richard Babson   |
| Goldie Hawn    | Paula McCullen   |
| Jessica Tandy  | Eleanor McCullen |
| Barnard Hughes | Tim McCullen     |
| Audra Lindley  | Ann Babson       |
| Keenan Wynn    | Tom Babson       |
| Ron Silver     | Larry Weisman    |
| Carol Locatell | Nellie Ballou    |